# Apicia packardiaria
Apicia packardiaria är en fjärilsart som beskrevs av Mcdunnough 1940. Apicia packardiaria ingår i släktet Apicia och familjen mätare. Inga underarter finns listade i Catalogue of Life.